# Tragopogon ruber
Tragopogon ruber là một loài thực vật có hoa trong họ Cúc. Loài này được S.G.Gmel. miêu tả khoa học đầu tiên năm 1774.